# Bolitoglossa subpalmata
Bolitoglossa subpalmata är en groddjursart som först beskrevs av George Albert Boulenger 1896.  Bolitoglossa subpalmata ingår i släktet Bolitoglossa och familjen lunglösa salamandrar. IUCN kategoriserar arten globalt som starkt hotad. Inga underarter finns listade.